# Prison de Sion
La prison de Sion, ou prison des Îles, est un établissement pénitentiaire situé à Sion dans le Canton du Valais, en Suisse. Elle accueille des personnes en détention provisoire, ainsi que des détenus purgeant des peines privatives de liberté.

## Présentation générale
Si la prison a officiellement pour nom Prison de Sion, mis à part dans les documents étatiques, son surnom de Prison des Îles est très usité, et tire son origine de la proximité du bâtiment avec l'espace vert nommé « Les Îles ». 
En janvier 2020, la capacité de l'établissement atteignait 144 places (135 pour les hommes et 9 pour les femmes), et 6 places disciplinaires. La prison de Sion offre 25 places de travail aux détenus, comprenant trois ateliers respectivement à la cuisine, à la buanderie et à l'imprimerie, ainsi que des tâches internes à la prison comme la maintenance ou le nettoyage. La prison est séparée en blocs, qui comprennent chacun une cour où les détenus peuvent effectuer leur heure quotidienne de promenade.

## Histoire

### Inauguration et agrandissements

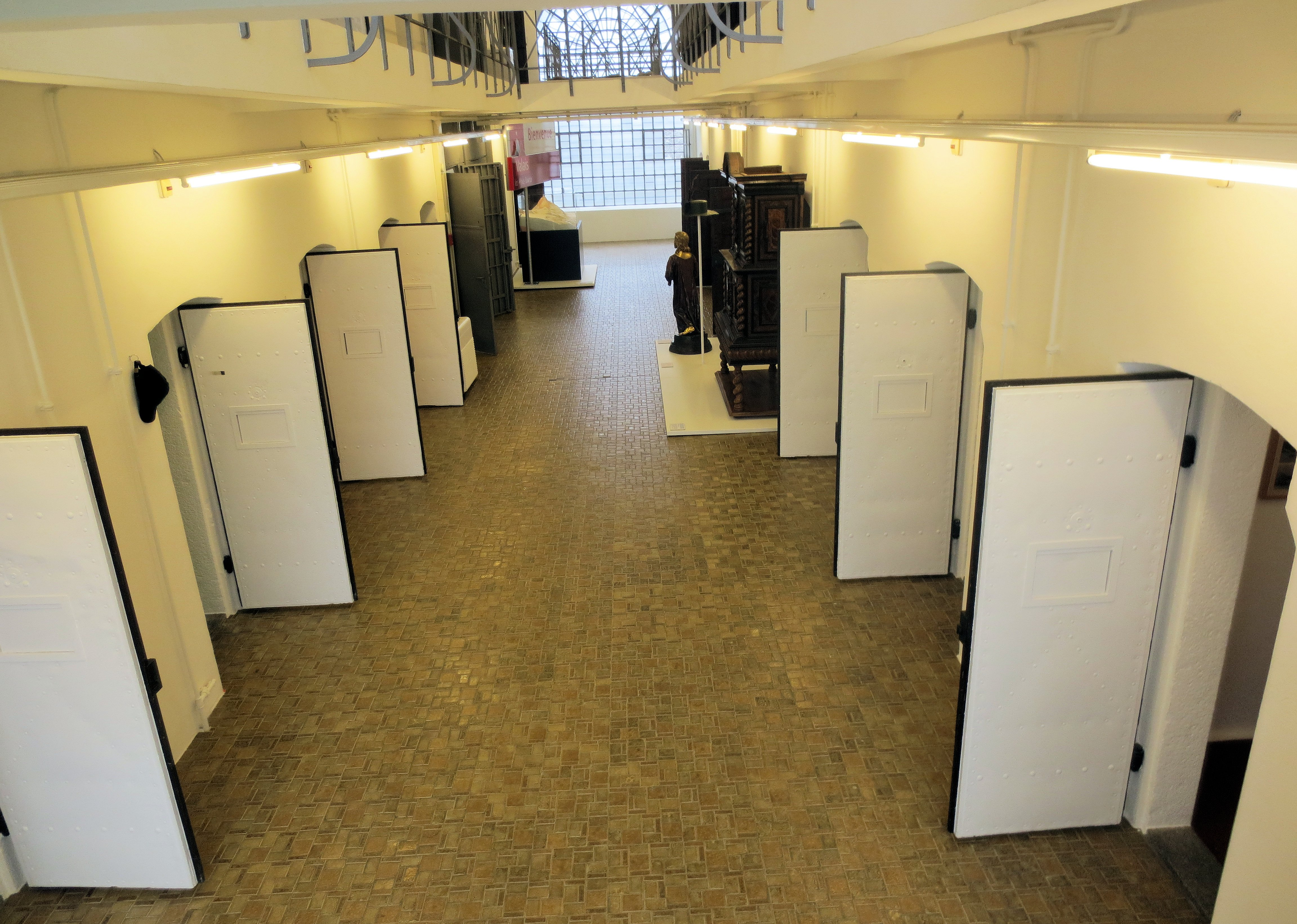
Intérieur de l'ancien Pénitencier cantonal de Sion (2015)

La prison des Îles est inaugurée le 9 juillet 1998. L'établissement nouvellement construit a remplacé le Pénitencier cantonal valaisan, inauguré en 1913 puis doté d'un nouvel étage en 1954. Il sera désaffecté en 1997, puis rouvert en 2000 après réfection pour le transformer en lieu d'exposition qui sert encore à ce jour.
La prison de Sion comptait à l'époque de son inauguration 127 places pour un budget de construction représentant 27 millions de francs suisses. Selon les architectes du projet, ses cellules ont été « conçues sur le modèle du cloître ».
En 2016 et en 2017, il est procédé au dédoublement de certaines cellules.

### Stratégie «Vision 2030»
Dans le cadre de la stratégie pénitentiaire « Vision 2030 » adoptée par le Conseil d'État valaisan en 2018 (et notamment portée par Frédéric Favre, conseiller d'État chargé de la sécurité), la prison de Sion fait l'objet de travaux et de modifications structurelles pour tenter de répondre aux défis et problématiques auxquels le système pénitentiaire valaisan fait face (vétusté de certains locaux, conditions de détentions ne satisfaisant pas toujours aux exigences, difficultés dans l'exécution de certains régimes, capacité insuffisante). Le 6 octobre 2020, le Grand Conseil valaisan a accepté le crédit d'engagement proposé par le gouvernement valaisan et qui s'élève à près de 8,5 millions de francs, le reste de l'enveloppe totale de 12,5 millions de francs étant supporté par la Confédération.
Ce budget est destiné à la construction de deux nouvelles ailes à l'ouest de l'établissement, disposant de leur propre cour de promenade. Le premier de ces nouveaux bâtiments, d'une capacité prévue de 20 places, est destiné à la détention administrative au sens des articles 73 à 82 de la loi fédérale du 16 décembre 2005 sur les étrangers et l'intégration (LEI). Il remplace le centre LMC (loi sur les mesures de contraintes) de l'établissement pénitentiaire de Crêtelongue à Granges, incapable d'atteindre les normes actuelles en la matière. Le second, incluant 10 cellules individuelles à usages multiples, vise à prendre en charge des personnes devant être isolés du reste des détenus, pour diverses raisons comme par exemple leur orientation sexuelle, leur comportement violent, leur notoriété parmi les détenus, ou encore leur troubles psychiques. De plus, une autre aile sera libérée des régimes de semi-détention et de travail externe, puisqu'ils seront déplacés à Crêtelongue. Ainsi, cette partie de la prison sera réaffectée à la détention avant jugement et l’exécution des peines pour femmes, régime pour lequel les places font cruellement défaut en Valais. Les travaux portent enfin sur le regroupement de toutes les activités du service médical, l’installation de salles d’auditions, de locaux d’attente ainsi que d’ateliers supplémentaires. La mise en service de ces nouvelles ailes est agendée dans le projet à l'automne 2022.
Le coût total du projet  « Vision 2030 », dont les modifications de la prison des Îles ne constitue que la deuxième phase, s'élève à 90 millions de francs, qui est à la charge du Canton pour les deux tiers, et de la Confédération pour le solde.
L'enveloppe de 12,5 millions francs allouée pour l'agrandissement de la Prison de Sion par le Grand Conseil valaisan en novembre 2010 s'est avérée insuffisante. En effet, la facture totale s'est finalement élevée à 16,3 millions de francs, soit un dépassement de plus de 30% du devis initial. Dans son message accompagnant le projet d'accorder un crédit d'accompagnement supplémentaire, le Conseil d'Etat valaisan impute ces coûts d'une part au renchérissement, à hauteur de 11.92%, et d'autre part à différentes plus-values, à hauteur de 18,8%.

## Incidents
Le Canton du Valais ne fait pas figure d'exemple, puisqu'il est régulièrement pointé du doigt par rapport aux conditions d'incarcération dans ses prisons, et ce depuis au moins une dizaine d'années tant par des institutions étatiques que des associations de défense des droits humains. Un rapport datant de 2016 de la Commission nationale de prévention de la torture (CNPT), à la suite de visites dans les prisons préventives de Sion, Martigny et Brigue ainsi qu’au Centre LMC de Granges, dénonce notamment « des conditions de détention matériellement inacceptables », et « un enfermement en cellule de plus de 20 heures (...) disproportionné au regard de la présomption d’innocence ». La CNPT a constaté à l'occasion de ces visites de multiples violations des règles régissant l'incarcération, et a enjoint les autorités compétentes à prendre les nombreuses mesures nécessaires afin de rendre les conditions de détention acceptables.
Au cours des dernières années, le canton du Valais a été condamné pas moins de 5 fois en raison de conditions de détention illicites de détenus malades. Un ressortissant italien a notamment passé plus de 1200 jours (dont une partie à la prison de Sion) dans des conditions inadaptées à son état, et ces événements pourraient conduire le Canton à verser plusieurs centaines de milliers de francs d'indemnités à cette personne, car cette durée dépasse largement le délai acceptable d'un an aux yeux du Tribunal de l'application des peines et mesures (TAPEM) du Canton.
Durant l'été 2021, les suicides de deux détenus à la prison de Sion font réagir la sphère politique et médiatique. En effet, un homme de 45 ans et une femme de 44 ans se donnent la mort à moins de 4 semaines d'intervalle, alors que les prisons valaisannes n'avaient connu que 5 morts sur les 15 dernières années. Georges Seewer, chef du Service d’application des peines et mesures (SAPEM) pour le Canton qualifie après coup ces incidents de « tragique coïncidence », au vu de la disparité entre victimes (secteurs de la prison et profils différents). Cependant, un troisième suicide à la prison de Brigue en décembre de la même année va conduire Frédéric Favre à mandater un audit externe sur les prisons valaisannes.
Les résultats de l'audit ne mettent pas en évidence de « lacune majeure au niveau de la prise en charge des personnes en détention par rapport au risque suicidaire ».